# Hội nghị Solvay
Hội nghị Solvay (tiếng Pháp: congrès Solvay) là một hội nghị khoa học quốc tế về vật lý và hoá học được tổ chức tại Bruxelles, Bỉ. Tiếp nối thành công của hội nghị vật lý Solvay 1911, hội nghị khoa học đầu tiên có tầm cỡ quốc tế, nhà hóa học và công nghiệp người Bỉ Ernest Solvay từ năm 1912 đã tài trợ cho việc tổ chức các hội nghị khoa học tương tự, nơi tập trung những nhà khoa học hàng đầu thế giới để thảo luận về những vấn đề đáng quan tâm nhất của hai lĩnh vực Hóa học và Vật lý. Hiện nay các hội nghị hóa học và vật lý được tổ chức luân phiên không định kỳ bởi Viện Solvay (Instituts internationaux Solvay) có trụ sở tại Bruxelles.

## Lịch sử
Mùa Thu năm 1911, giới nghiên cứu vật lý quyết định tổ chức một hội nghị mời đầu tiên có tầm cỡ quốc tế. Hội nghị này được tổ chức tại thủ đô Bruxelles của Bỉ với nhan đề Lý thuyết về bức xạ và các lượng tử (La théorie du rayonnement et les quanta) và do nhà vật lý học người Hà Lan Hendrik A. Lorentz làm chủ tọa. Người trẻ nhất trong số các nhà khoa học được mời là Albert Einstein còn thành viên nữ duy nhất của hội nghị là Marie Curie.

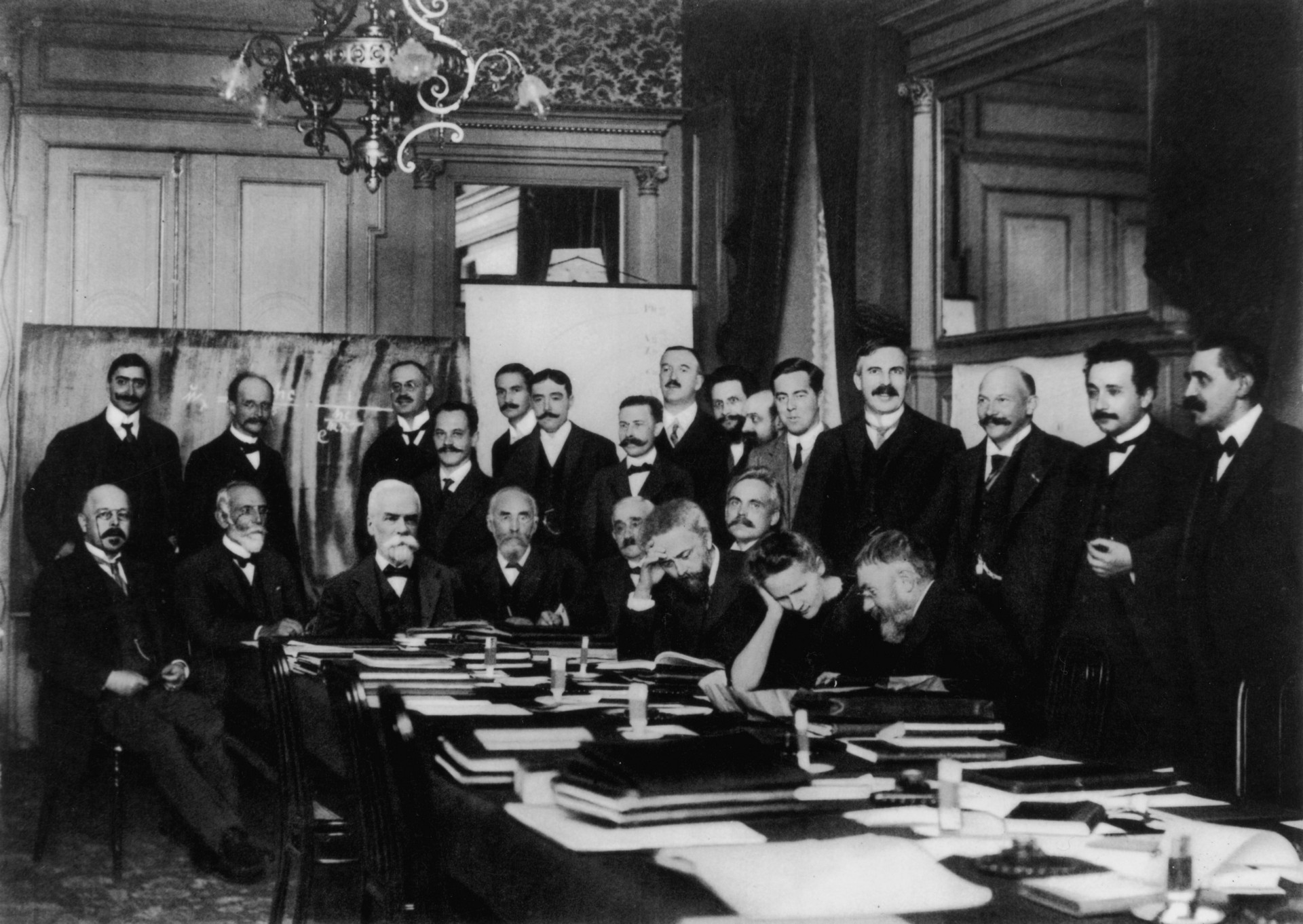
Hội nghị Solvay lần 1.
Hàng ngồi từ trái qua: W. Nernst, M. Brillouin, E. Solvay, H. Lorentz (chủ tọa), E. Warburg, J. Perrin, W. Wien, M. Curie, H. Poincaré.
Hàng đứng từ trái qua: R. Goldschmidt, M. Planck, H. Rubens, A. Sommerfeld, F. Lindemann, M. de Broglie, M. Knudsen, F. Hasenöhrl, G. Hostelet, E. Herzen, J.H. Jeans, E. Rutherford, H. Kamerlingh Onnes, A. Einstein, P. Langevin.

Tiếp nối thành công của hội nghị đầu tiên, nhà hóa học và cũng là nhà công nghiệp người Bỉ Ernest Solvay đã quyết định tổ chức các hội nghị tương tự trên cả hai lĩnh vực Vật lý và Hóa học, theo đó các hội nghị được tổ chức luân phiên không định kì, chỉ mời những nhà khoa học đầu ngành và thảo luận những vấn đề quan trọng nhất đối với giới khoa học lúc đó. Hội nghị Solvay nổi tiếng nhất trước Thế chiến thứ hai là hội nghị vật lý lần năm. Tổ chức từ ngày 24 đến 29 tháng  10 năm 1927 vẫn dưới sự chủ tọa của Lorentz, hội nghị có chủ đề Electron và photon (Electrons et photons) và tập trung hầu như toàn bộ các nhà vật lý tiên phong thời bấy giờ trên các lĩnh vực vật lý lý thuyết, cơ lượng tử và vật lý hạt nhân. Cuộc tranh luận nổi tiếng giữa Albert Einstein - cha đẻ của thuyết tương đối và Niels Bohr - người mở đường cho cơ lượng tử về Nguyên lý bất định của Werner Heisenberg đã được bắt đầu tại chính hội nghị này. Trong số 29 nhà khoa học được mời tham gia Hội nghị Solvay lần 5, có tới 17 người đã hoặc sẽ giành giải Nobel (riêng Marie Curie được trao hai lần), bao gồm cả hai người được trao giải Nobel Vật lý năm 1927 là A.H. Compton và C.T.R. Wilson.

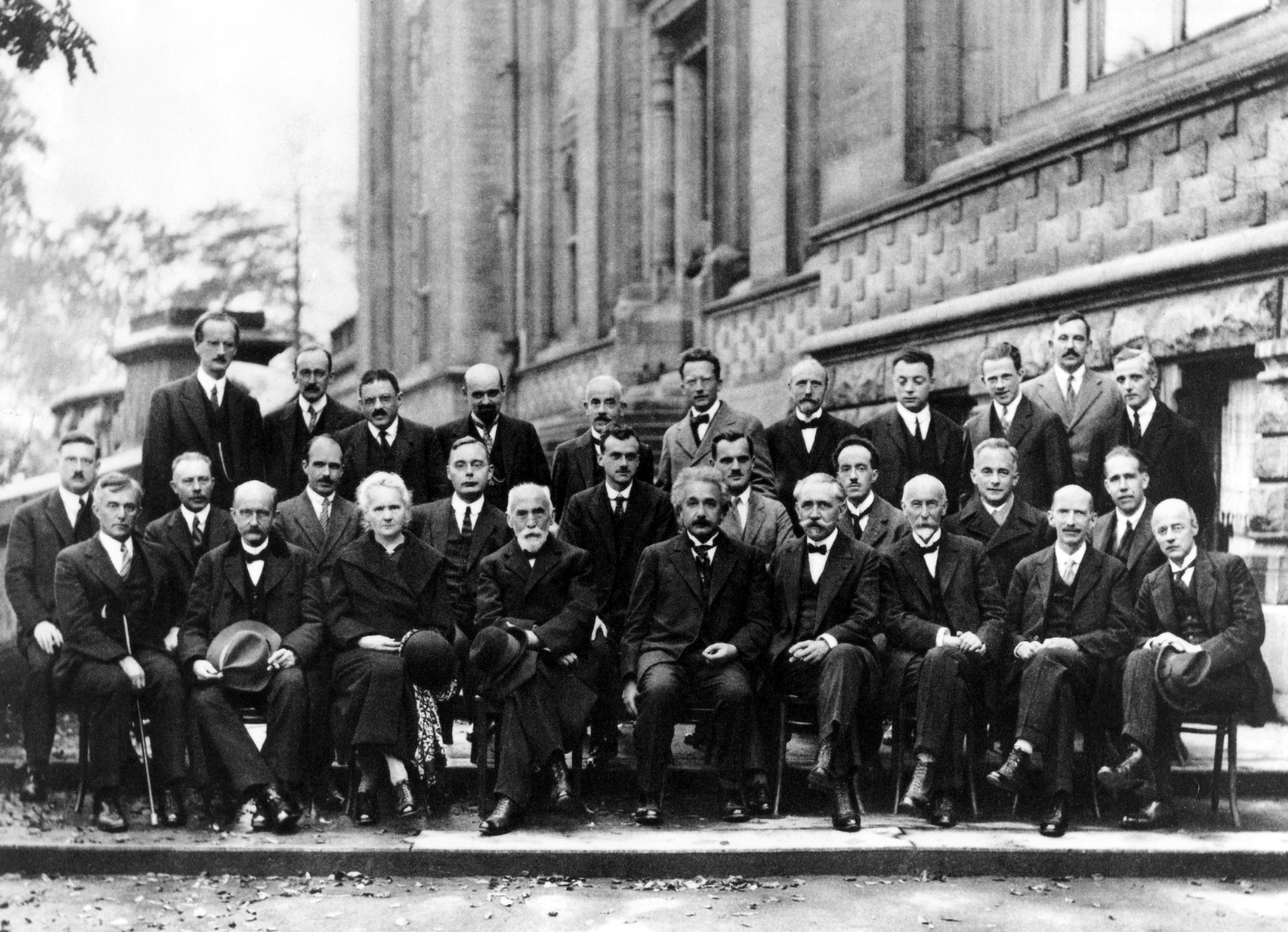
Hội nghị Solvay lần 5.
Hàng đứng từ trái qua:A. Piccard, E. Henriot, P. Ehrenfest, Ed. Herzen, Th. De Donder, E. Schrödinger, J.E. Verschaffelt, W. Pauli, W. Heisenberg, R.H. Fowler, L. Brillouin.
Hàng ngồi sau từ trái qua: P. Debye, M. Knudsen, W.L. Bragg, H.A. Kramers, P.A.M. Dirac, A.H. Compton, L. de Broglie, M. Born, N. Bohr.
Hàng ngồi trước trái qua: I. Langmuir, M. Planck, M. Curie, H.A. Lorentz, A. Einstein, P. Langevin, Ch. E. Guye, C.T.R. Wilson, O.W. Richardson.

Từ sau Thế chiến thứ hai, hội nghị Solvay tiếp tục được Viện Solvay (Instituts internationaux Solvay) tổ chức không thường niên vẫn với hình thức xen kẽ Vật lý và Hóa học. Hội nghị vật lý gần đây nhất được tổ chức là vào năm 2008 với chủ đề Lý thuyết chất rắn lượng tử (Quantum Theory of Condensed Matter) còn hội nghị hóa học gần đây nhất được tổ chức vào năm 2007 với chủ đề From Noncovalent Assemblies to Molecular Machines.

## Danh sách cụ thể

### Vật lý
| Năm  | Chủ đề hội nghị | Chủ tọa                |
| ---- | --- | ---------------------- |
| 1911 | Lý thuyết về bức xạ và các lượng tử (La théorie du rayonnement et les quanta)                                                                       | Hendrik Lorentz        |
| 1913 | Cấu trúc vật chất (La structure de la matière) | Hendrik Lorentz        |
| 1921 | Nguyên tử và electron (Atomes et électrons) | Hendrik Lorentz        |
| 1924 | Tính dẫn điện của kim loại và các vấn đề liên quan (Conductibilité électrique des métaux et problèmes connexes)                                     | Hendrik Lorentz        |
| 1927 | Electron và photon (Electrons et photons) | Hendrik Lorentz        |
| 1930 | Từ tính (Le magnétisme) | Paul Langevin          |
| 1933 | Cấu trúc và tính chất của hạt nhân nguyên tử (Structure et propriétés des noyaux atomiques)                                                         | Paul Langevin          |
| 1948 | Các hạt cơ bản (Les particules élémentaires) | William Lawrence Bragg |
| 1951 | Chất rắn (L'état solide) | William Lawrence Bragg |
| 1954 | Electron trong kim loại (Les électrons dans les métaux)                                                                                             | William Lawrence Bragg |
| 1958 | Cấu trúc và sự tiến hóa của vũ trụ (La structure et l'évolution de l'univers)                                                                       | William Lawrence Bragg |
| 1961 | Lý thuyết trường lượng tử (La théorie quantique des champs)                                                                                         | William Lawrence Bragg |
| 1964 | Cấu trúc và sự tiến hóa của các thiên hà (The Structure and Evolution of Galaxies)                                                                  | Robert Oppenheimer     |
| 1967 | Các vấn đề cơ bản của vật lý hạt sơ cấp (Fundamental Problems in Elementary Particle Physics)                                                       | R. Møller              |
| 1970 | Các tính chất đối xứng của hạt nhân (Symmetry Properties of Nuclei)                                                                                 | Edoardo Amaldi         |
| 1973 | Vật lý thiên văn và lực hấp dẫn (Astrophysics and Gravitation)                                                                                      | Edoardo Amaldi         |
| 1978 | Trật tự và hỗn loạn của các hệ thống kê cân bằng và không cân bằng (Order and Fluctuations in Equilibrium and Nonequilibrium Statistical Mechanics) | Léon Van Hove          |
| 1982 | Vật lý năng lượng cao (Higher Energy Physics) | Léon Van Hove          |
| 1987 | Khoa học bề mặt (Surface Science) | F.W. de Wette          |
| 1991 | Quang lượng tử (Quantum Optics) | Paul Mandel            |
| 1998 | Hệ động học và tính bất thuận nghịch (Dynamical Systems and Irreversibility)                                                                        | Ioannis Antoniou       |
| 2001 | Vật lý thông tin (The Physics of Communication) | Ioannis Antoniou       |
| 2005 | Cấu trúc lượng tử của không gian và thời gian (The Quantum Structure of Space and Time)                                                             | David Gross            |
| 2008 | Lý thuyết chất rắn lượng tử (Quantum Theory of Condensed Matter)                                                                                    | Bertrand Halperin      |
| 2011 | Lý thuyết thế giới lượng tử (The theory of the quantum world)                                                                                       | David Gross            |

### Hóa học
| Năm  | Chủ đề hội nghị | Chủ tọa                               |
| ---- | --- | ------------------------------------- |
| 1922 | Cinq Questions d'Actualité | William Pope                          |
| 1925 | Cấu trúc và hoạt tính hoá học (Structure et Activité Chimique) | William Pope                          |
| 1928 | Questions d'Actualité | William Pope                          |
| 1931 | Thành phần và cấu hình phân tử hữu cơ (Constitution et Configuration des Molécules Organiques) | William Pope                          |
| 1934 | Oxy, các phản ứng hoá học và sinh học (L'Oxygène, ses réactions chimiques et biologiques) | William Pope                          |
| 1937 | Vitamin và hormon (Les vitamines et les hormones) | Fred Swarts                           |
| 1947 | Đồng vị (Les Isotopes) | Paul Karrer                           |
| 1950 | Cơ chế oxy hóa (Le Mécanisme de l'Oxydation) | Paul Karrer                           |
| 1953 | Protein (Les Protéines) | Paul Karrer                           |
| 1956 | Một số vấn đề của Hóa học vô cơ (Quelques Problèmes de Chimie Minérale) | Paul Karrer                           |
| 1959 | Nucleoprotein (Les Nucléoprotéines) | A.R. Ubbelohde                        |
| 1962 | Năng lượng chuyển pha khí (Transfert d'Energie dans les Gaz) | A.R. Ubbelohde                        |
| 1965 | Hoạt tính của phân tử hữu cơ quang hoạt hoá (Reactivity of the Photoexited Organic Molecule) | A.R. Ubbelohde                        |
| 1969 | Sự chuyển pha (Phase Transitions) | A.R. Ubbelohde                        |
| 1970 | Tương tác tĩnh điện và cấu trúc của nước (Electrostatic Interactions and Structure of Water) | A.R. Ubbelohde                        |
| 1976 | Chuyển động phân tử và phản ứng hoá học khi hoạt hoá bằng màng, enzym hoặc các phân tử khác (Molecular Movements and Chemical Reactivity as conditioned by Membranes, Enzymes and other Molecules) | A.R. Ubbelohde                        |
| 1980 | Các khía cạnh của cách mạng hoá học (Aspects of Chemical Evolution) | A.R. Ubbelohde                        |
| 1983 | Dự kiến và tổng hợp phân tử hữu cơ dựa tên nhận diện phân tử (Design and Synthesis of Organic Molecules Based on Molecular Recognition)                                                            | Ephraim Katchalski và Vladimir Prelog |
| 1987 | Khoa học bề mặt (Surface Science) | Frederik W. de Wette                  |
| 1995 | ' (Chemical Reactions and their Control on the Femtosecond Time Scale) | Pierre Gaspard                        |
| 2007 | ' (From Noncovalent Assemblies to Molecular Machines) | Jean-Pierre Sauvage                   |